# Martiros Sarjanparken

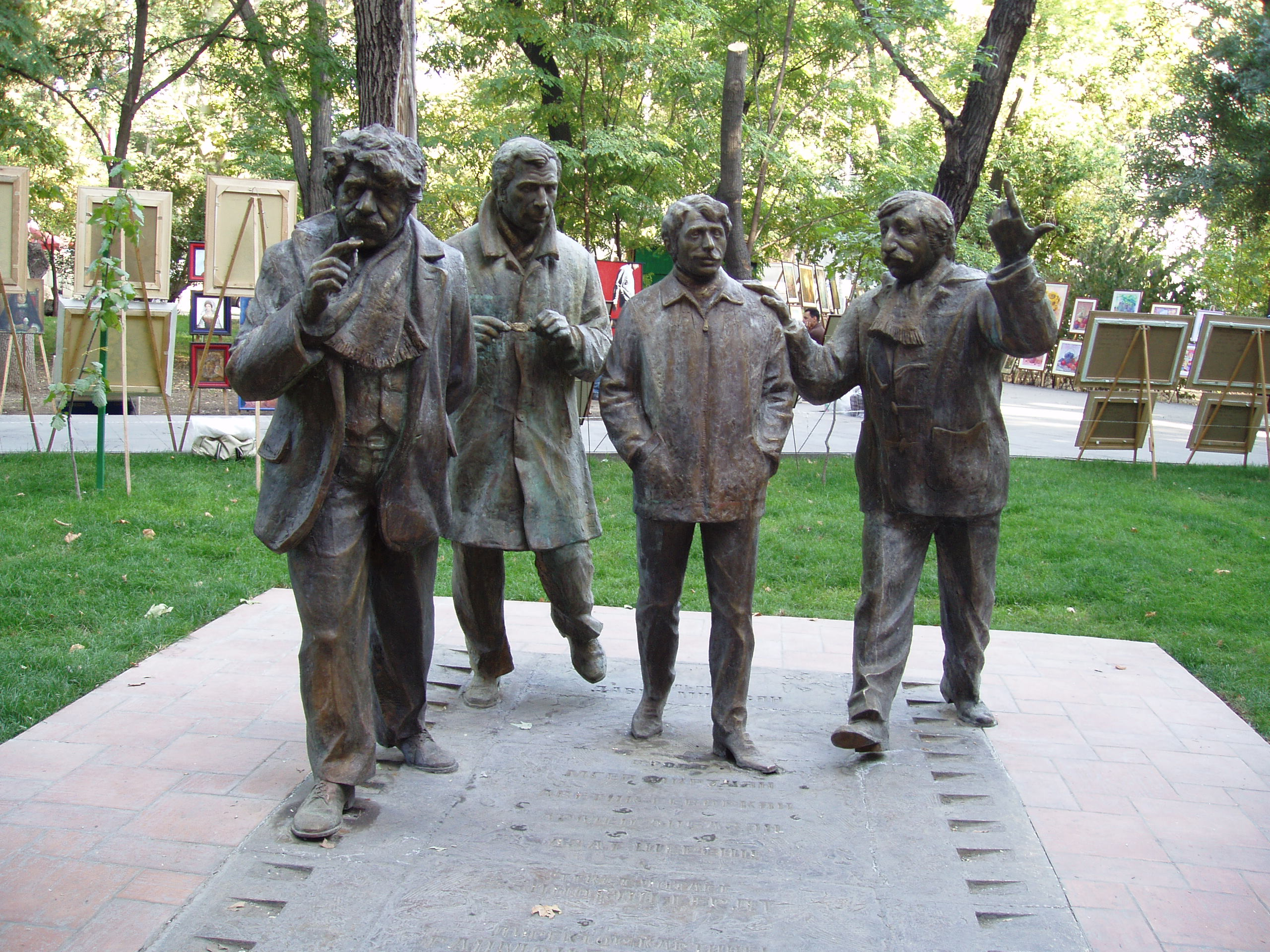
Bronsskulpturen Männen av David Minassjan, föreställande Azat Sjerents, Frunzik Mkrttjan, Avetik Gevorgjan och Armen Dzjigarchanjan, som spelade huvudrollerna i filmkomedin Männen från 1973.

Martiros Sarjanparken (armeniska: Մարտիրոս Սարյանի անվան պուրակ: Martiros Sarjani anvan purak) är en liten park omedelbart nordväst om Operahuset i Armeniens huvudstad Jerevan, granne med Frankrikeplatsen.
Martiros Sarjanparken var tidigare under en period plats för friluftsmarknaden Vernissage. Denna flyttade senare till längs med och mellan Aram- och Buzandgatorna, med början vid tunnelbanestationen Republikens plats och slut vid statyn över Vardan Mamikonjan. Målare ställer ut och säljer sina konstverk i Martiros Sarjanparken.
I parken, nära Moskovjangatan, finns Levon Tokmadzjans (född 1937) marmorstaty över målaren Martiros Sarjan, rest 1986. Där finns också en nyare skulptur, rest 2007, som föreställer de fyra skådespelare som spelade huvudrollen i Edmond Keosajans filmkomedi Tghamardik (armeniska: Տղամարդիկ; ryska: "Мужчины": Männen). Denna armeniska film hade premiär från 1973 och handlar om fyra vänner, som är taxichaufförer i Jerevan och som spelas av Azat Sjerents (1913–1993), Frunzik Mkrttjan, Avetik Gevorgjan (1940–1984) och Armen Dzjigarchanjan. Skulpturen skapades av David Minassjan (född 1974).

## Bildgalleri

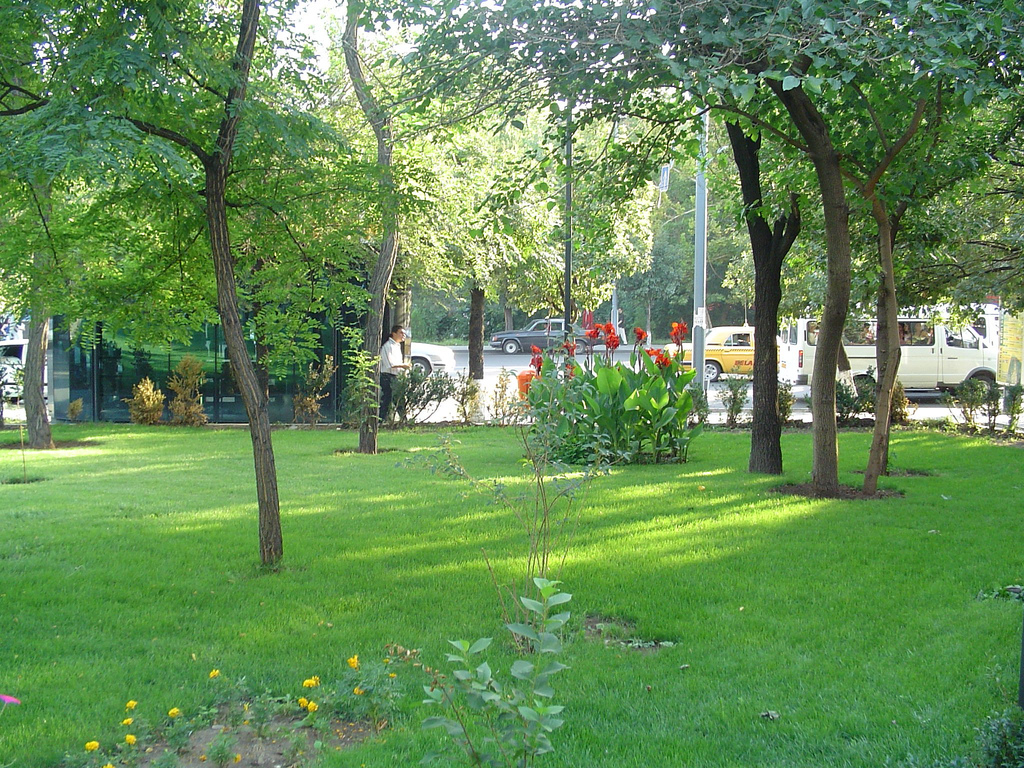
Martiros Sajanparken
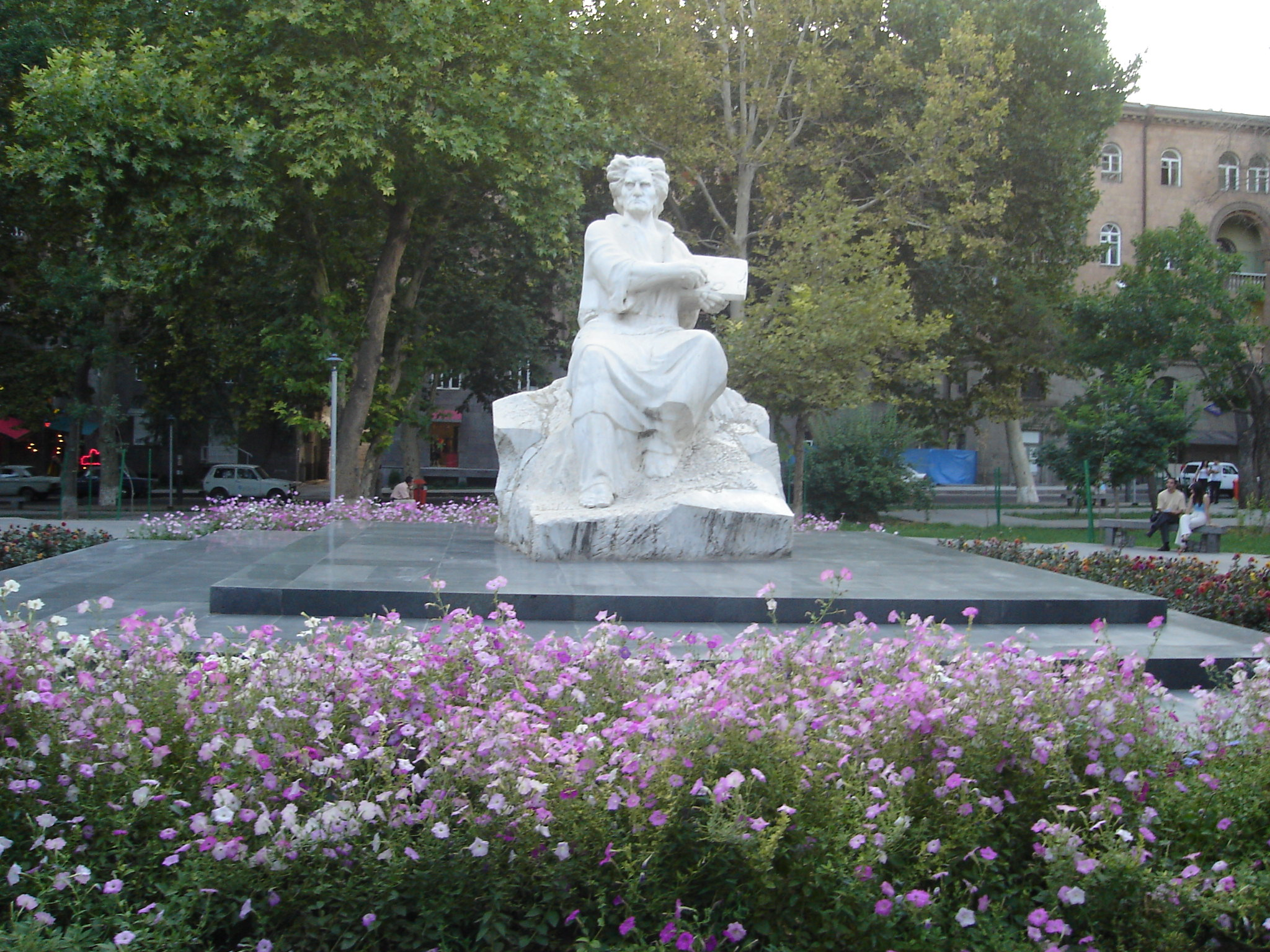
Statyn över Martiros Sarjan av Levon Tokmadjan
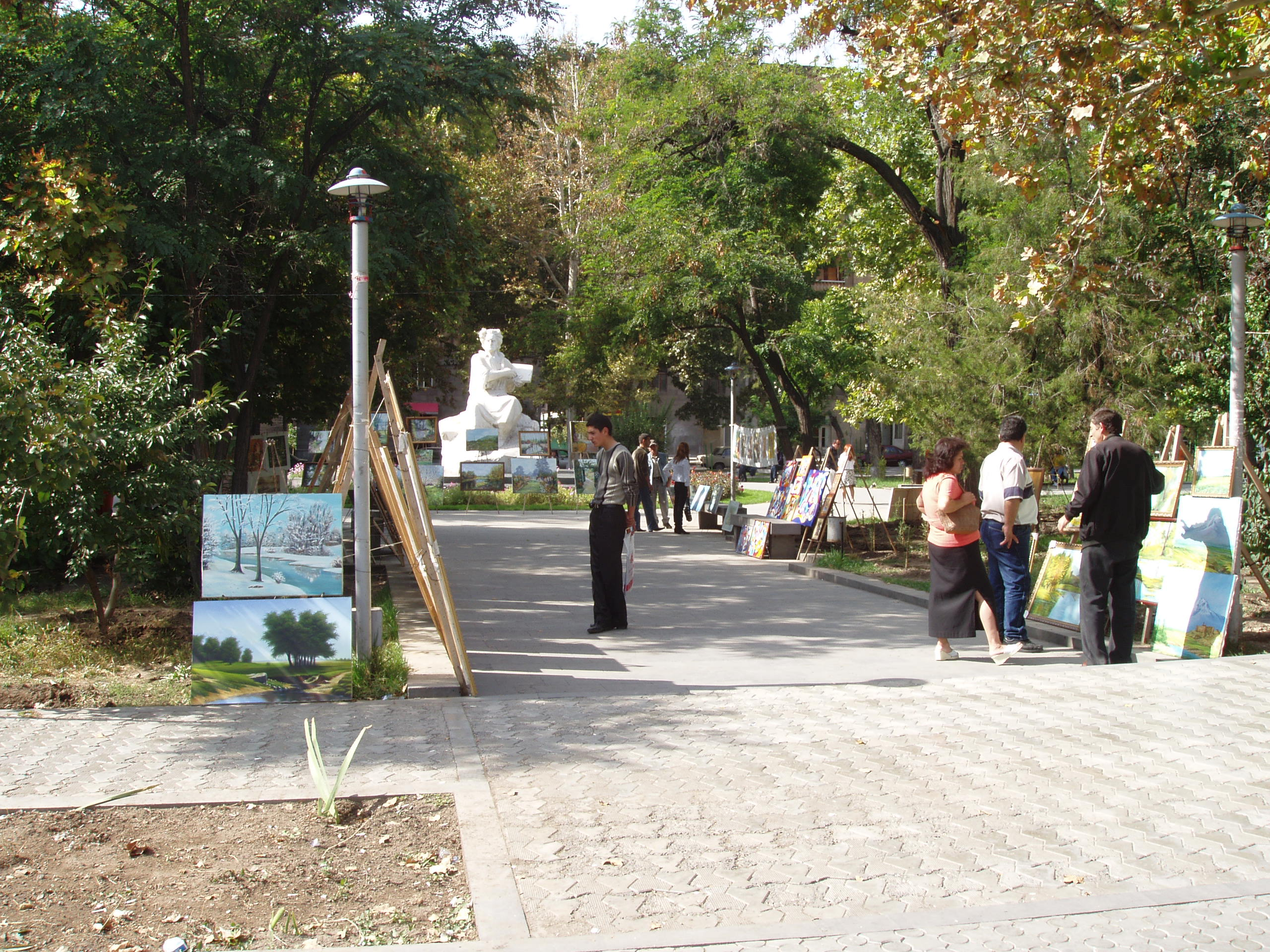
Statyn över Martiros Sarjan vid tavelförsäljningsdag, 2013
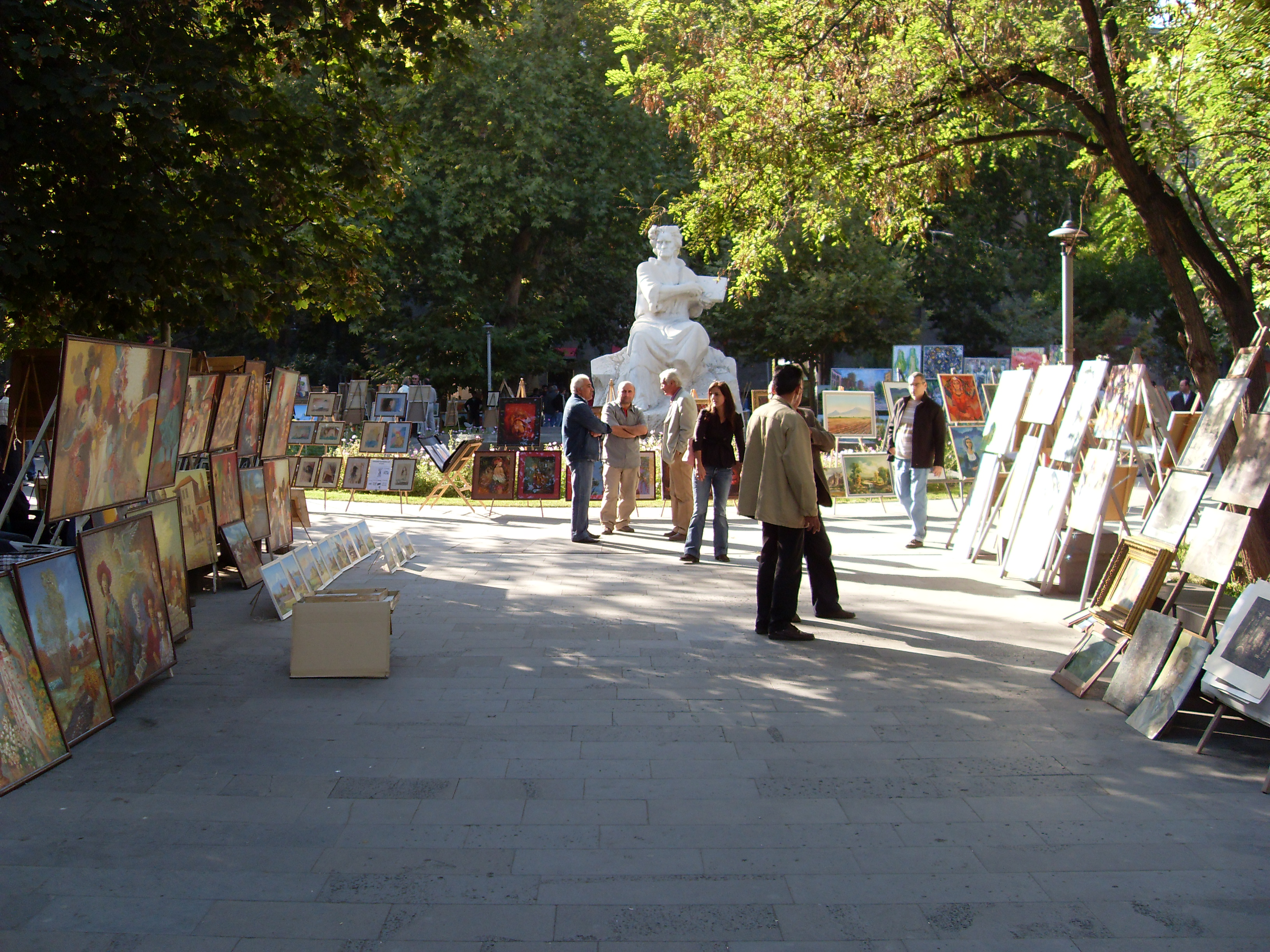
Tavelförsäljning, 2008
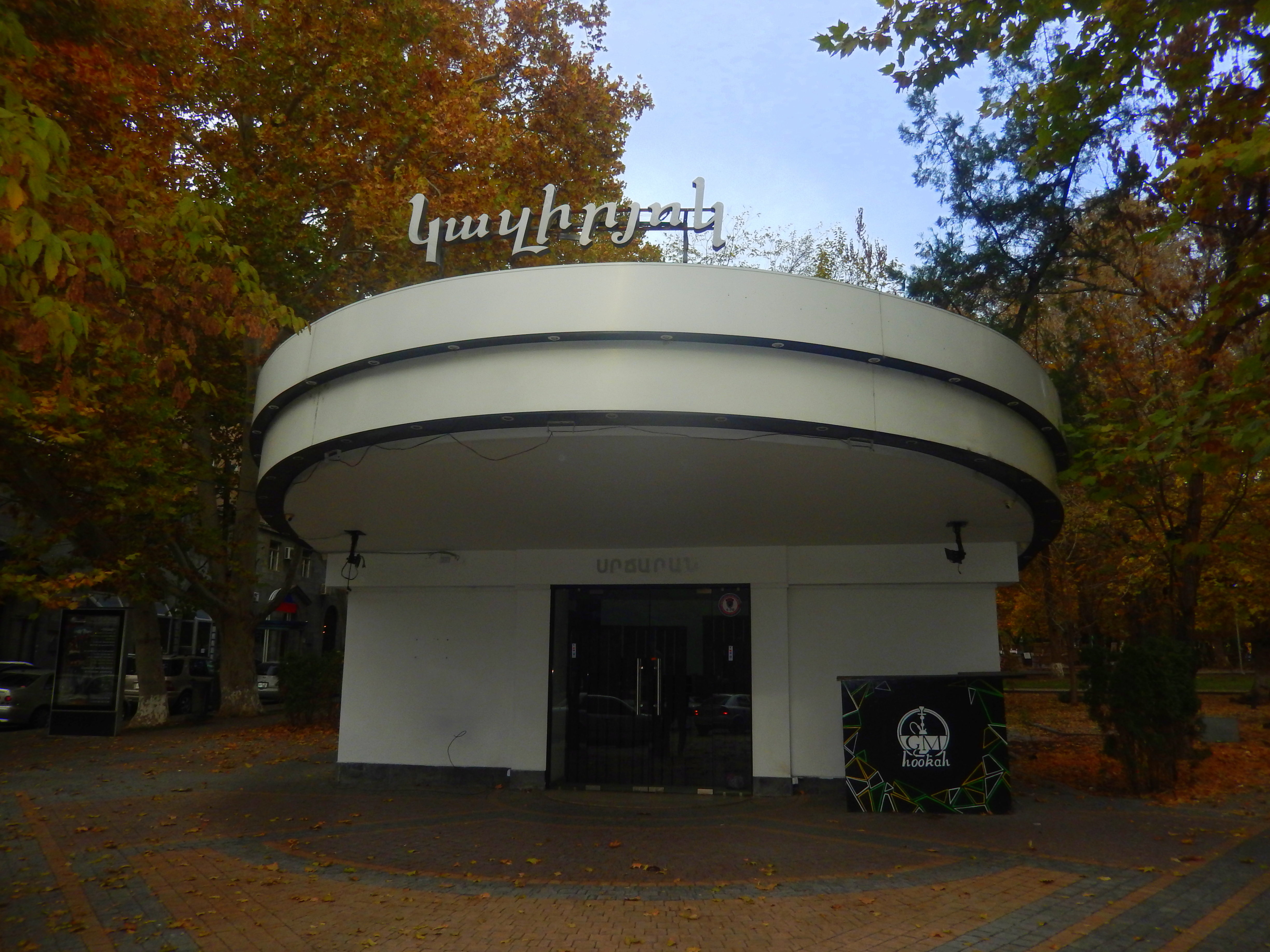
Kozirjok café i södra delen av parken
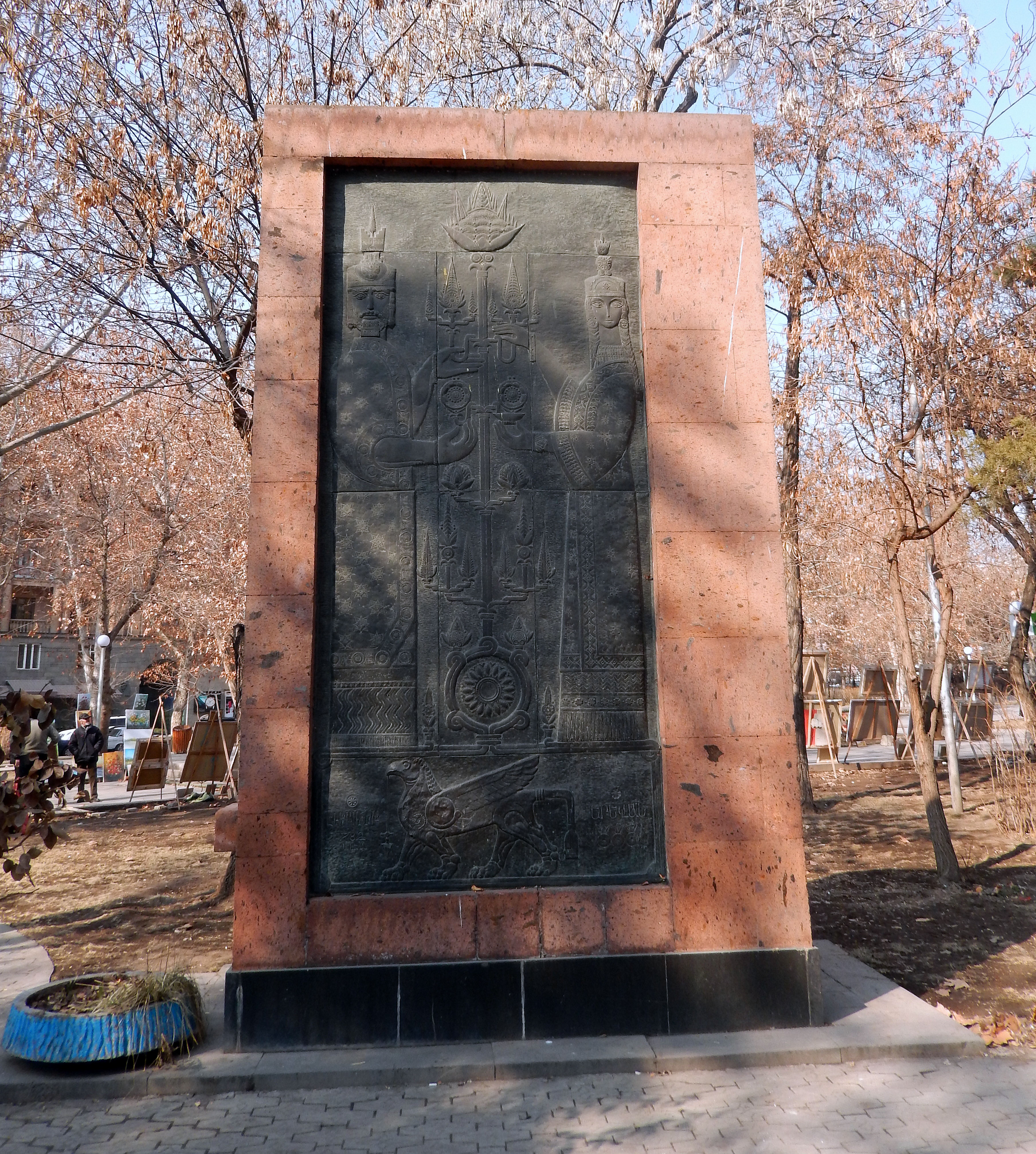
Livsträdet av Hakob Piliposjan, 1970